# ウェストミンスター・スクール

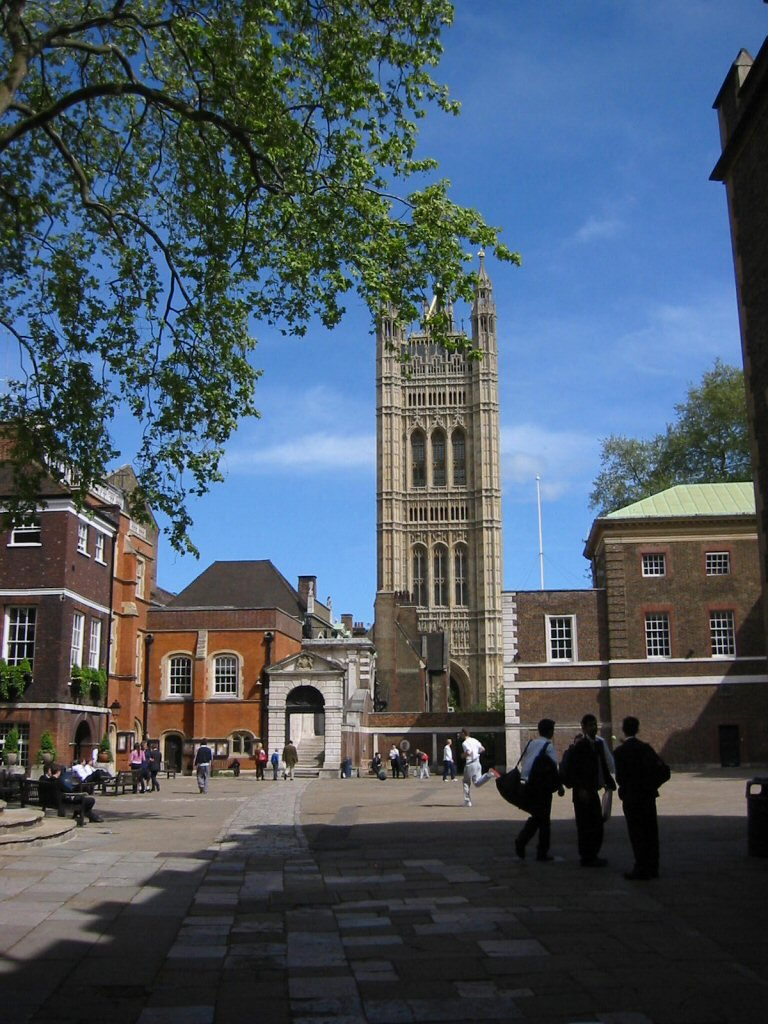
ウェストミンスター・スクール

ウェストミンスター・スクール（Westminster School。正式名称 The Royal College of St. Peter at Westminster）は、1560年にエリザベス1世によって創設されたイギリスのパブリックスクール。ロンドンの中心シティ・オブ・ウェストミンスターにあり、ウェストミンスター寺院の隣に位置する。

## 概要
7歳から13歳までのUnder Schoolと13歳から18歳までのGreat Schoolに分かれている。伝統的に男子校だが1967年に最初の女生徒を受け入れて以降徐々に女生徒が増え、今では最終2年間（Sixth Formと言い、日本での高校に当たる）は、男女共学となる。生徒の3割ほどは寄留する寄宿生だが、残りの通学生もハウスと呼ばれる11個の寮に割り当てられている。それぞれの寮の建物には談話室（Common room)、娯楽室・レジャールーム、パーソナルチューター2人、ペットの犬などが用意されハウスマスターによって管理されている。よって「校風は寄宿学校そのもの」（Good Schools Guide）である。
ウェストミンスター校は、1861年にクラレンドン委員会によって指定された英国で最も格式高い9学校（Clarendon Schools）のひとつである。この9学校はThe Nineと呼ばれることもあり、残りの8校もイートン校、ラグビー校、ハーロー校、ウィンチェスター校などいずれも知名度の高い一流の学校である。なかでもウェストミンスター校は2020年現代でも偏差値がずば抜けて高く、調査機関によってはイギリストップの学力とされている。また、オックスブリッジの合格率は50％以上と全国で最も高い。

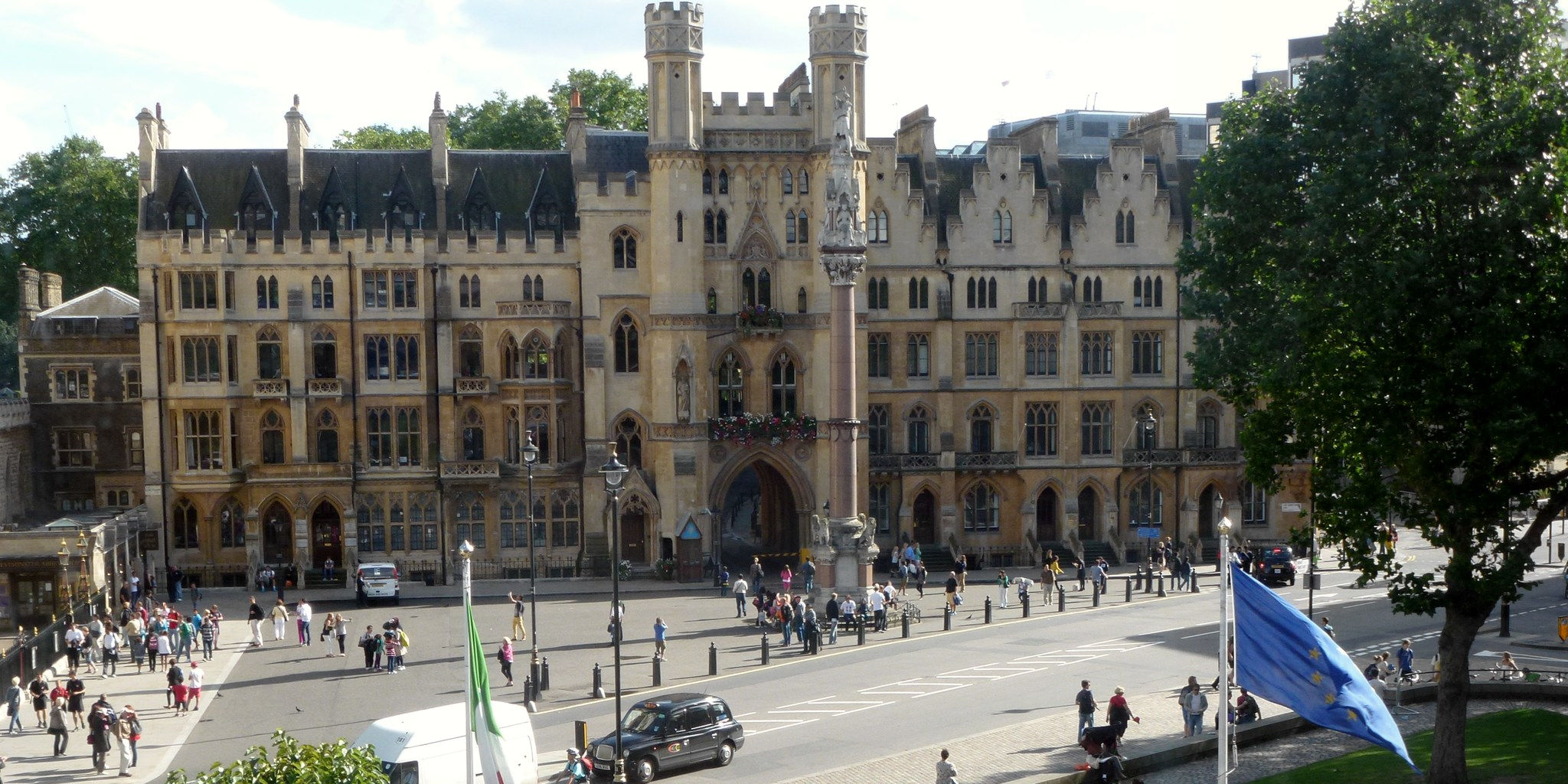
学校の入り口
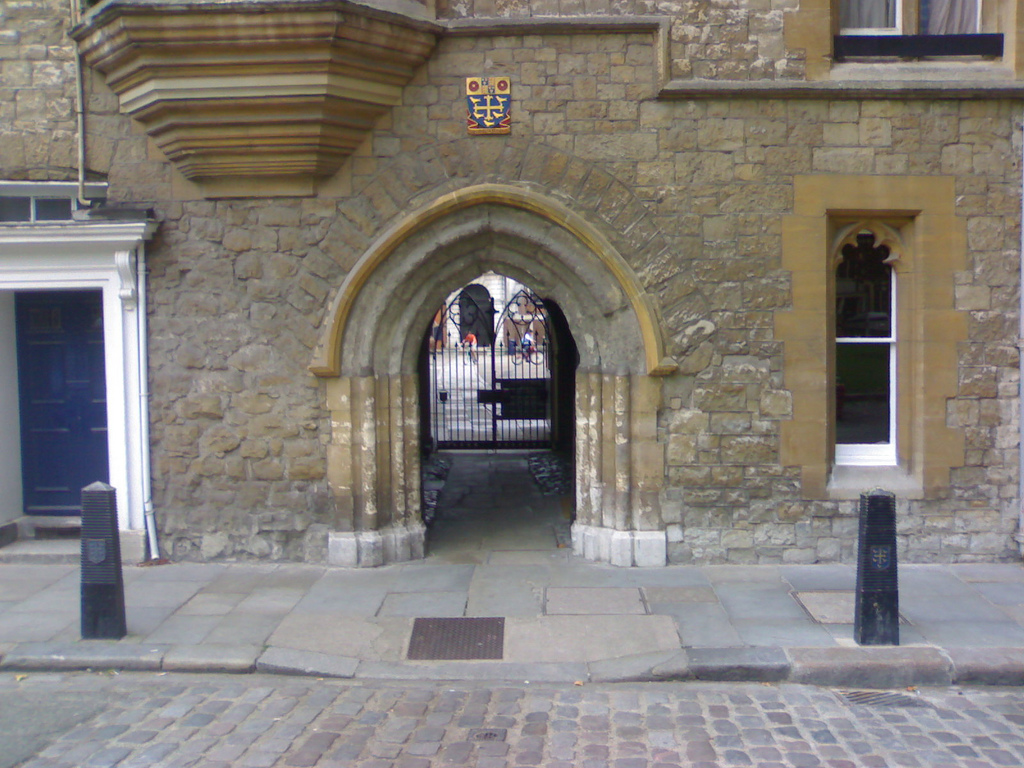
正門
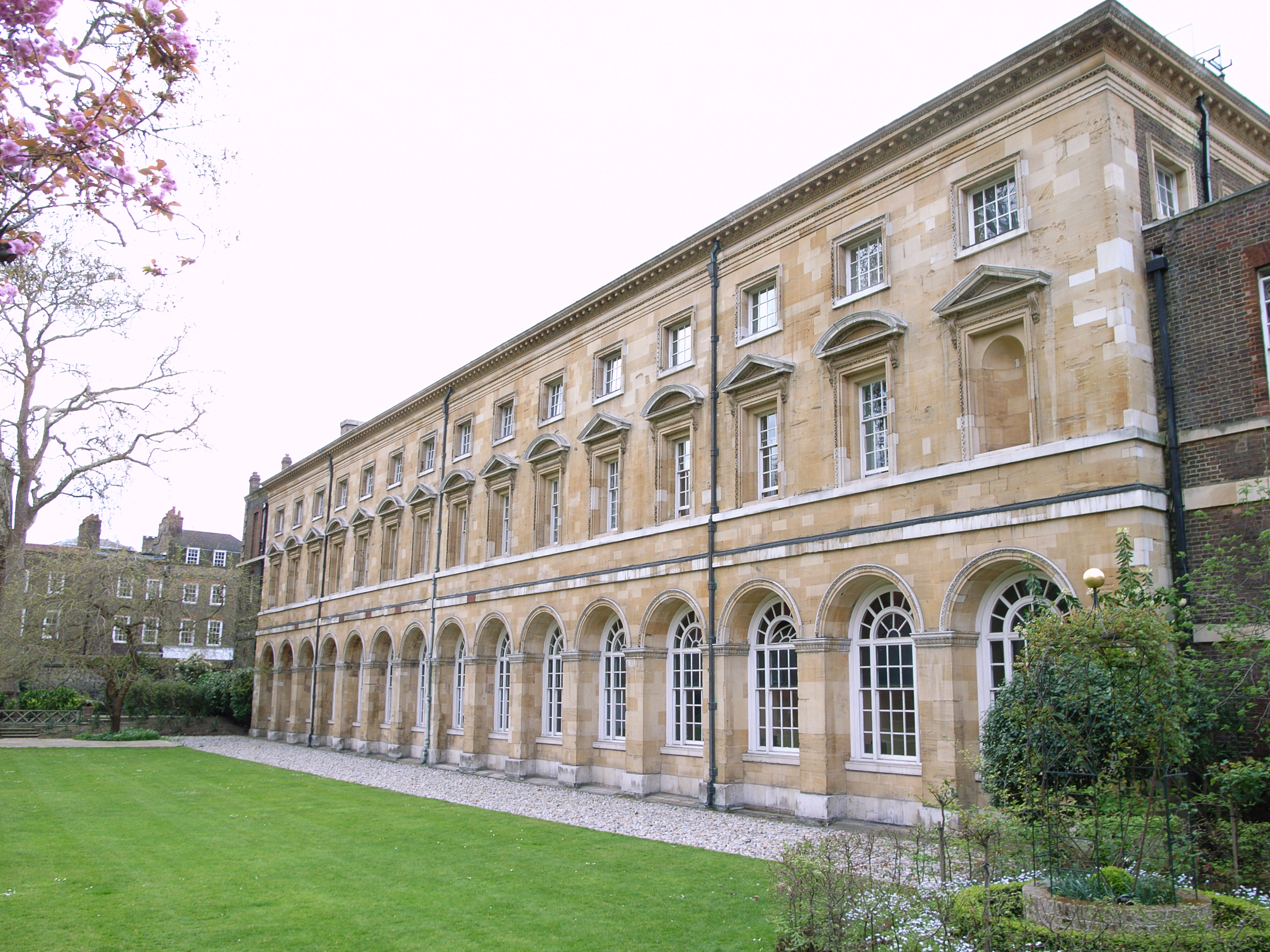
College（寮の一つ）
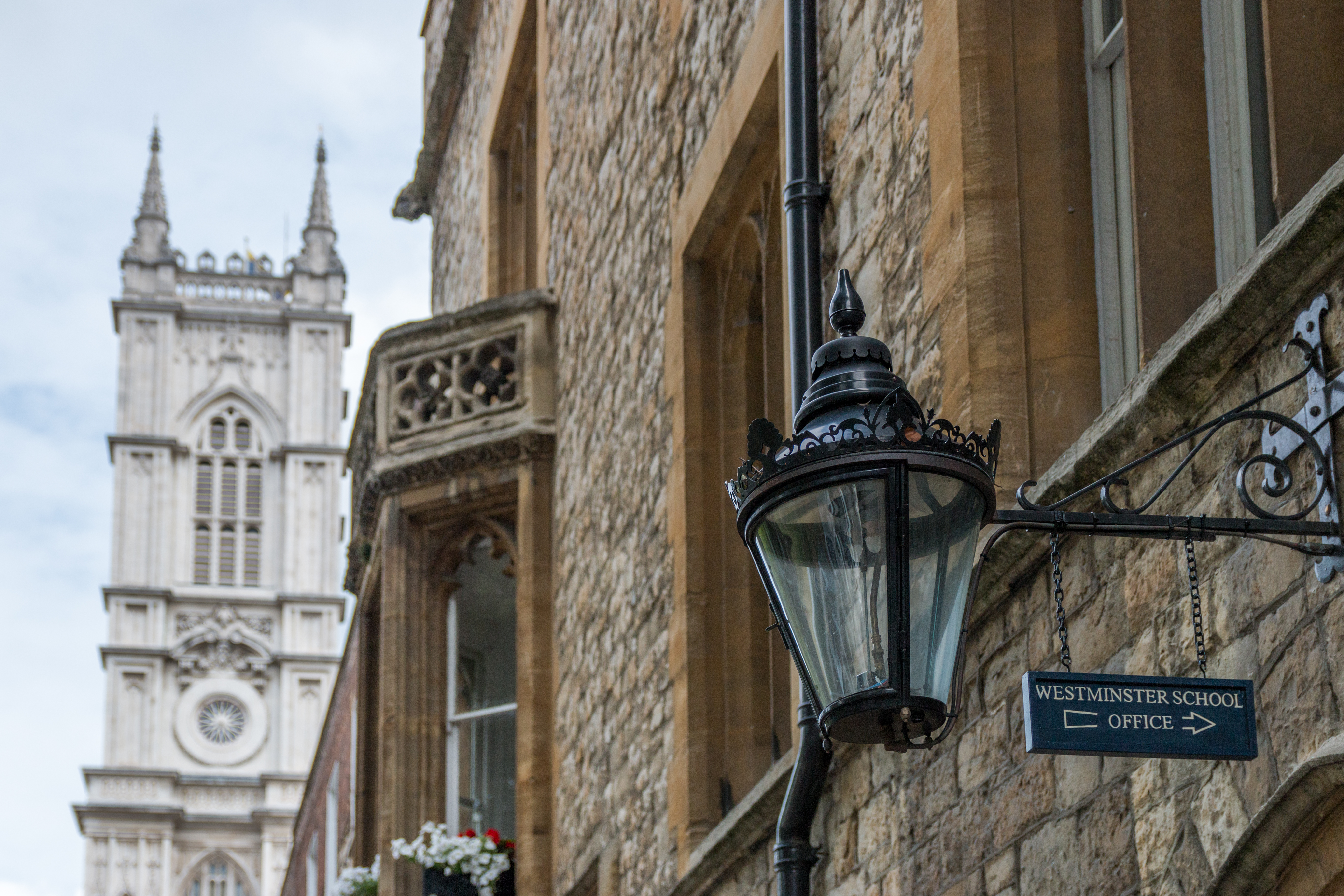
校舎はウェストミンスター寺院と繋がっている
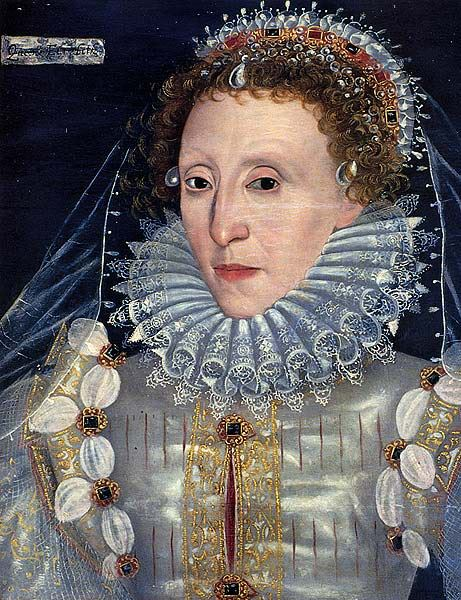
創立者エリザベス一世

## 主な出身者
ウェストミンスター校の卒業生は特に政治界での活躍が多い。
歴代７人の英国首相、有名な副首相ニック・クレッグ（Nick Clegg)、ロンドンの著名な建築物の殆どを設計したクリストファー・レン（Christopher Wren)、映画「ハリー・ポッター」の主要な悪役「ベラトリクス・レストレンジ」を演じた女優ヘレナ・ボナム＝カーター、ピアニストのジェイソン・クーチャック、シンガーソングライターのミーカ、ノーベル賞受賞者２人、ソビエト連邦の高位スパイなど様々な卒業生を出している。
生粋の貴族の他、大英帝国勲章により騎士称号を得た卒業生が多く目立つ。例えば、上記のヘレナ・ボナム＝カーターは大英帝国最優秀勲章の司令官（CBE）、2020年現在の校長パトリック・ダラム（Patrick Derham)は大英帝国最優秀勲章の役員（OBE）である。
- ベン・ジョンソン：詩人
- ジョン・ダービ：神学者
- ジョージ・ハーバート：詩人
- エイブラハム・カウリー：劇作家、詩人
- ジョン・ドライデン：詩人、文芸評論家
- ジョン・ロック：社会契約論者
- クリストファー・レン：建築家、天文学者
- ロバート・フック：物理学者、生物学者
- ヘンリー・パーセル：作曲家
- トマス・ペラム＝ホールズ (初代ニューカッスル公)：首相
- ヘンリー・ペラム：首相
- チャールズ・ウェスレー：メソジスト運動指導者
- ウィリアム・ローワン・ハミルトン：数学者、物理学者
- ジョン・クレランド：小説家、『ファニー・ヒル』の著者
- エドワード・ギボン：歴史家、『ローマ帝国衰亡史』の著者
- エドワード・ポインター：画家
- ウィリアム・キャヴェンディッシュ＝ベンティンク (第3代ポートランド公爵)：首相
- ジェレミ・ベンサム：哲学者、経済学者、法学者
- チャールズ・コーツワース・ピンクニー：アメリカの軍人
- トマス・ピンクニー：アメリカの軍人
- ロバート・サウジー：ロマン派の桂冠詩人、『ネルソン提督伝』の著者
- マシュー・グレゴリー・ルイス：ゴシック小説家、『マンク』の著者
- ジョン・ラッセル (初代ラッセル伯)：首相
- リチャード・ストーン：経済学者、1984年ノーベル経済学賞受賞
- ジョン・フィルビー：植民地政治家、探検家。イブン・サウードの政治顧問。キム・フィルビーの父
- エドガー・エイドリアン：電気生理学者、1932年ノーベル生理学・医学賞受賞
- エリック・ウィンダム・ホワイト：関税及び貿易に関する一般協定の初代書記局長、初代事務局長
- キム・フィルビー：MI6の二重スパイ
- エイドリアン・ボールト：指揮者
- ジョン・ギールグッド：アカデミー賞受賞俳優
- ルドルフ・フォン・リッベントロップ：ナチス親衛隊のドイツ軍人、ヨアヒム・フォン・リッベントロップの息子
- A・A・ミルン：児童文学作家、「くまのプーさん」シリーズ、推理小説『赤い館の秘密』など
- アンドルー・ロイド・ウェバー：ミュージカル作曲家、『キャッツ』『オペラ座の怪人』『サンセット大通り』など
- ピーター・ブルック：演出家、演劇プロデューサー、映画監督
- ピーター・ユスティノフ：アカデミー賞受賞俳優、ルドルフ・フォン・リッベントロップのクラスメイト
- カリストス・ウェア：府主教
- ジョージ・ベンジャミン：作曲家
- アンドリュー・フィールディング・ハクスリー：生物学者、生物物理学者、ユネスコ初代事務局長ジュリアン・ハクスリーおよび作家オルダス・ハクスリーの異母弟、1963年ノーベル生理学・医学賞受賞
- ロジャー・ノリントン：指揮者
- ナイジェラ・ローソン：料理研究家
- トーマス・ドルビー：音楽プロデューサー
- シェイン・マガウアン：ザ・ポーグスのボーカル
- デヴィッド・ハイマン：映画プロデューサー
- ヘレナ・ボナム＝カーター：女優
- ジェイソン・クーチャック：ピアニスト
- ギャビン・ロスデイル：ブッシュのボーカル（グウェン・ステファニーの元夫）
- ダイド：歌手
- ミーカ：歌手

Category:ウェストミンスター・スクール出身の人物も参照

## 主な建築物
正式に創立されたのは16世紀だが、実際には11世紀からこの立地に学校が存在していたという史料が存在する。
千年近い歴史の間、第二次世界大戦など戦争によって焼き消えてしまった部分もあるが、著名な建物がいくつかまだ残っている。
中でも歴史あるのが、アッシュバーナムハウス（Ashburnham House）とカレッジホール（College Hall)である。
アッシュバーナムハウスは図書館とレクチャールーム、カレッジホールは食堂として現在も生徒によって使用されている。
なお、カレッジホールは建築的にはウェストミンスター寺院の一部だが、一般人には立ち入り禁止になっている。かつてはエリザベス一世もここで食したという。
寺院（通称Abbey)と学校の関係は深く、毎週全校生徒が寺院で礼拝をするため専用の通路も設置されている。